# Frühlinghausen

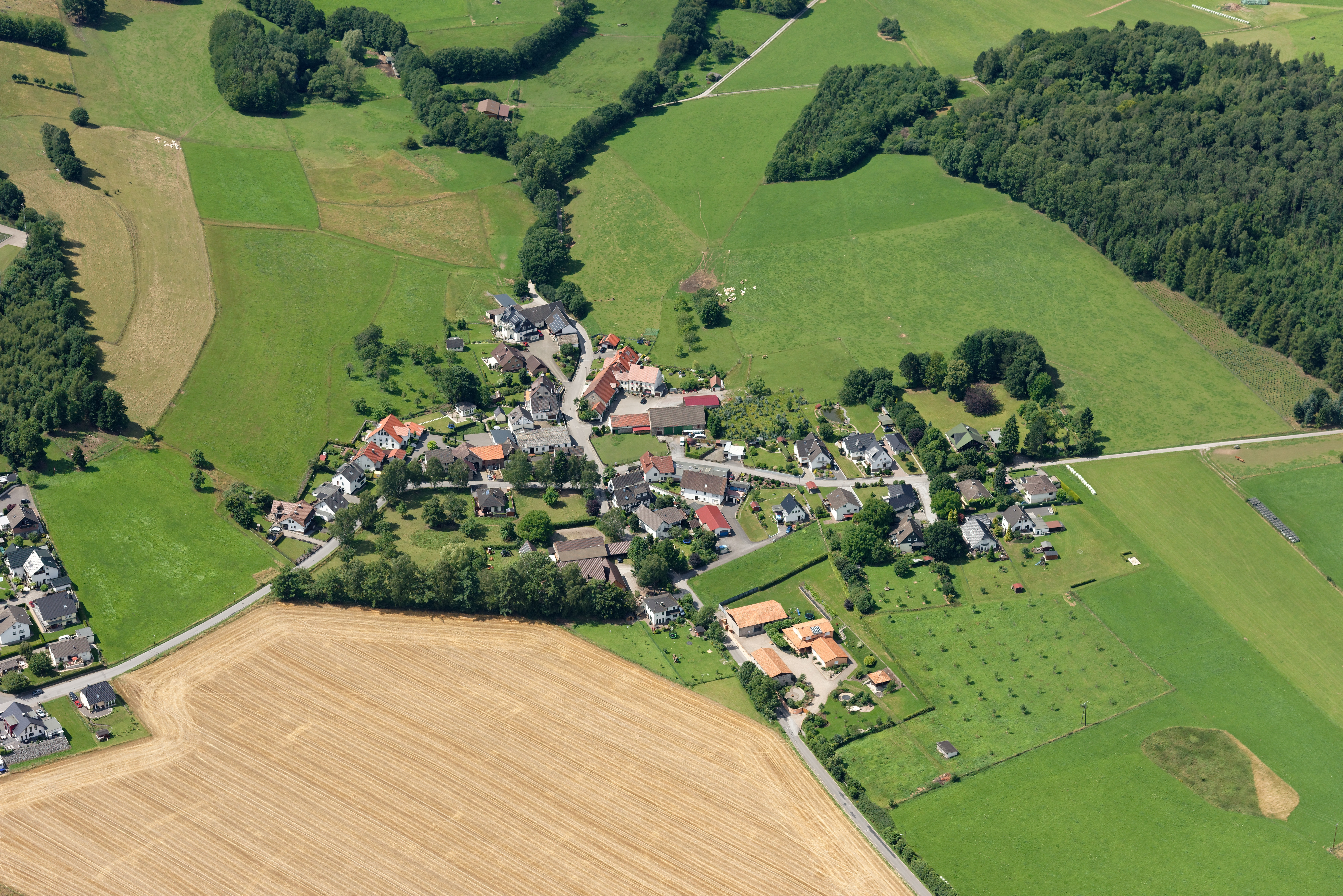
Luftbild von Frühlinghausen

Frühlinghausen ist eine Ortslage von Garbeck, einem Ortsteil der sauerländischen Stadt Balve. 2012 hatte der Ort 140 Einwohner.
Durch die Ortschaft fließt der Frühlinghauser Bach, der etwa 1400 Meter westlich des Ortskernes entspringt und in die Hönne mündet. 
An das überregionale Straßennetz ist Frühlinghausen über die Kreisstraße 12 angeschlossen. Nach dem Dorf ist die in der Nähe liegende Frühlinghauser Höhle benannt.
Frühlinghausen wird erstmals Ende des 12. Jahrhunderts als „Vredelinghusen in parrochia Balve“ erwähnt. In den Folgejahren finden sich die Namen Frölinckhausen (1533), Frolingkhuißen (1536), Frolinckhaußen (1543), Frolinghausen (1565) und Frölingkhußen (um 1585). Mitte des 16. Jahrhunderts wird in einer Urkunde der Pfarrei Affeln von Frühlinghausen (Frolynckhusen) im Kirchspiel Balve gesprochen.